# 상문고등학교
상문고등학교(尙文高等學校)는 대한민국 서울특별시 서초구 방배동에 위치한 강남 8학군 사립 고등학교이다.

## 학교 연혁
- 1969년 6월 26일 : 목천상씨종중 학교법인 상문학원 설립
- 1969년 6월 29일 : 상씨종중 종회장 상헌(尙憲) 초대 이사장 취임
- 1970년 1월 28일 : 상문중학교 설립(15학급)
- 1972년 12월 23일 : 상문고등학교 설립(27학급)
- 1973년 3월 1일 : 초대 상춘식(尙椿植) 교장 취임
- 1973년 3월 5일 : 상문고등학교 제1회 입학식
- 1975년 2월 7일 : 상문야구부 창단(김인식 감독 1978~1980)
- 1976년 2월 21일 : 상문고등학교 제1회 졸업식(졸업생 439명)
- 1976년 10월 16일 : 신관(성실관) 준공식(4층)
- 1986년 ~ 1994년 : 상문고 사학비리 / 영화 두사부일체 배경
- 2010년 2월 8일 : 공축(공부하는 축구부) 창단
- 2010년 5월 7일 : 인조잔디구장 완공
- 2011년 11월 2일 : 송현관(강당 겸 체육관) 완공
- 2012년 3월 8일 : 교육부는 18년간 지속되어 오던 임시이사체제를 마감하고 법인의 주체가 목천상씨종중임을 확인함
- 2015년 3월 1일 : 제12대 김창동 교장 취임
- 2016년 2월 4일 : 제41회 졸업식(총 31,485명)
- 2016년 5월 25일 : 제20대 상원종(尙元鍾) 이사장 취임

## 참고 자료
- 상문고등학교 - 한국교육학술정보원 학교알리미